# Gostinu
Gostinu è un comune della Romania di 2 260 abitanti, ubicato nel distretto di Giurgiu, nella regione storica della Muntenia.